# ギメ東洋美術館
ギメ東洋美術館（ギメとうようびじゅつかん、フランス語：Musée Guimet、英語：Guimet Museum）は、フランス共和国パリに位置する国立の東洋美術専門美術館である。
実業家エミール・ギメによってリヨンに創設され、東洋学、特に宗教研究に関心を寄せたギメ自らがアジア各地を訪れ収集した遺物や美術品などの名品を展示した。
1945年には、ルーヴル美術館の東洋部のコレクション全体がギメ美術館に移された。以来、ルーヴル美術館の東洋部の役割を果たしており、アジア以外で最大の東洋美術コレクションを誇っている。
アンコール美術品の所蔵においては質と量ともに世界有数の美術館である。

## 沿革
- 1879年、リヨン出身の実業家エミール・ギメの構想により、リヨンに開館。
- 1885年、パリに移設。
- 1891年、館内に阿弥陀如来像を安置し、ヨーロッパ初の報恩講を挙行する。
- 1928年、国立美術館として編入される。
- 1945年、ルーヴル美術館の東洋部の役割の美術館となる。

## 名称
- フランス語：Musée national des Arts asiatiques-Guimet、略称：Musée Guimet
- 英語：Guimet Museum
- 日本語：フランス国立ギメ東洋美術館、略称：ギメ美術館

## ギメ東洋美術館の所蔵品

### ガンダーラ美術（Greco-Buddhist art）

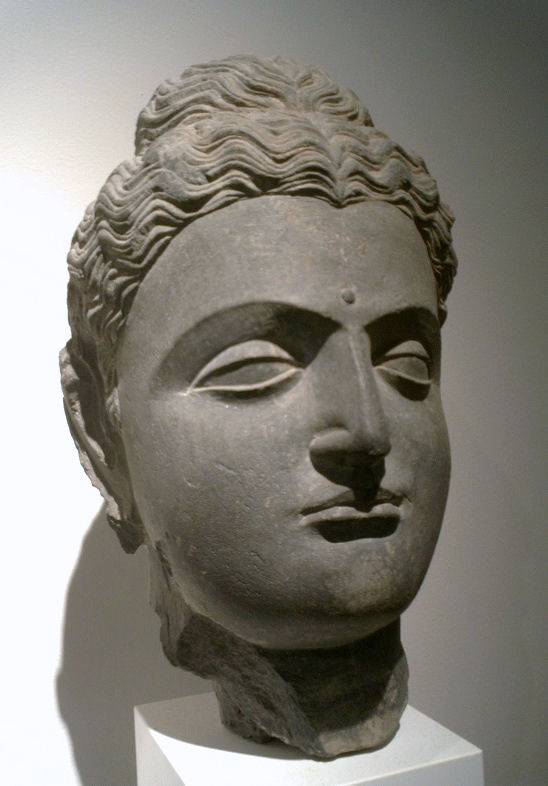
Gandhara Buddha, 1st-2nd century CE.
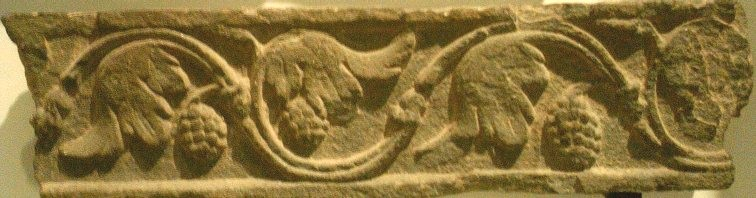
Hellenistic decorative scrolls from Hadda, northern Pakistan.
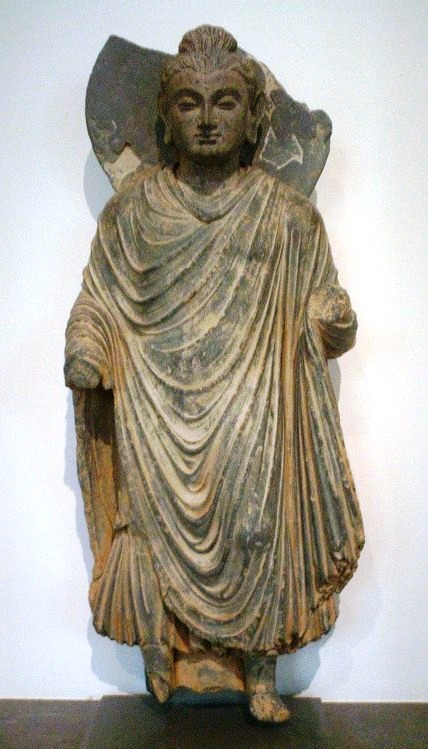
Standing Buddha, ancient region of Gandhara, northern Pakistan, 1st century.
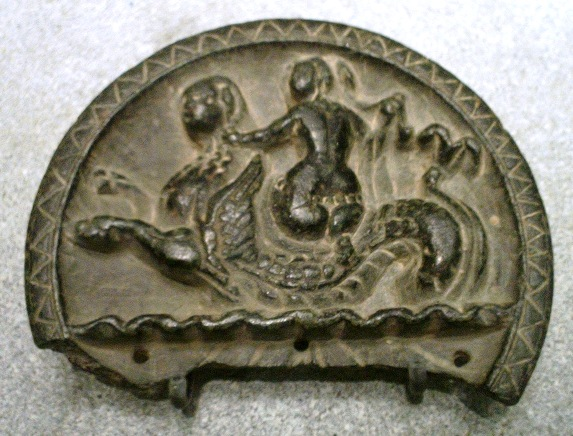
Stone palette of a Nereid sea-goddess riding a Ketos sea-monster, Sirkap, 2nd century BCE.
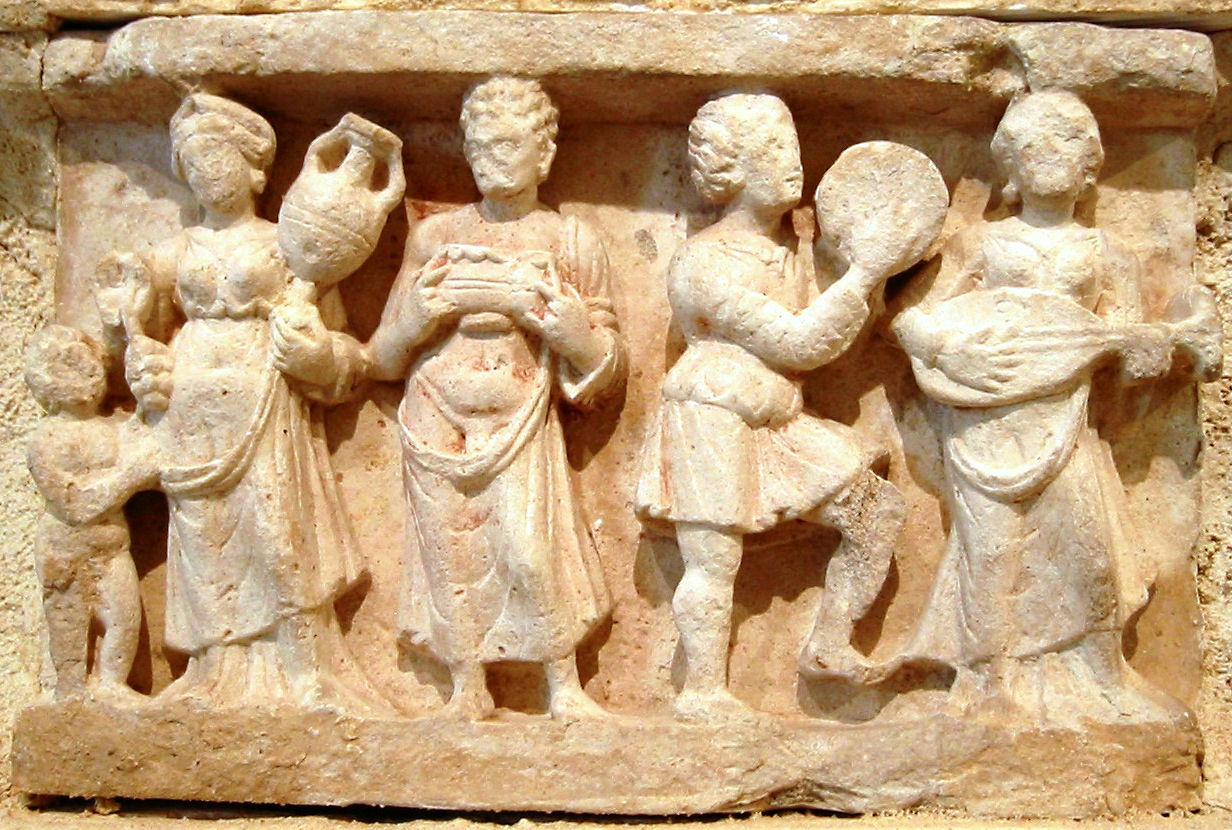
Wine-drinking and music, Hadda, 1st-2nd century CE.
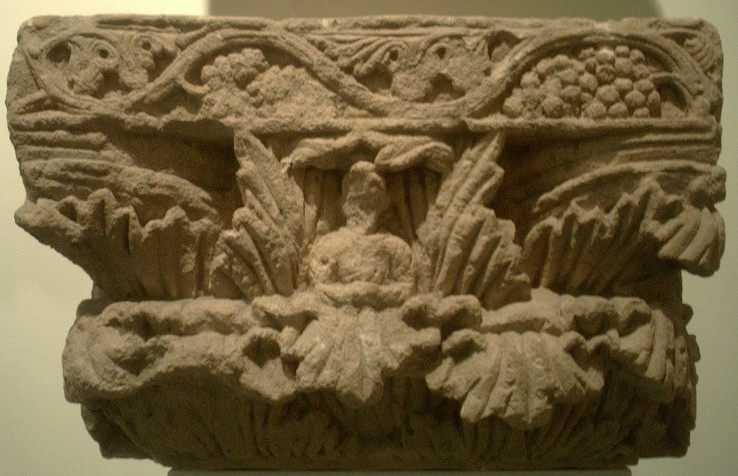
A Corinthian capitol with a Buddha at its center, 2nd century CE, Surk Kotal, Afghanistan.
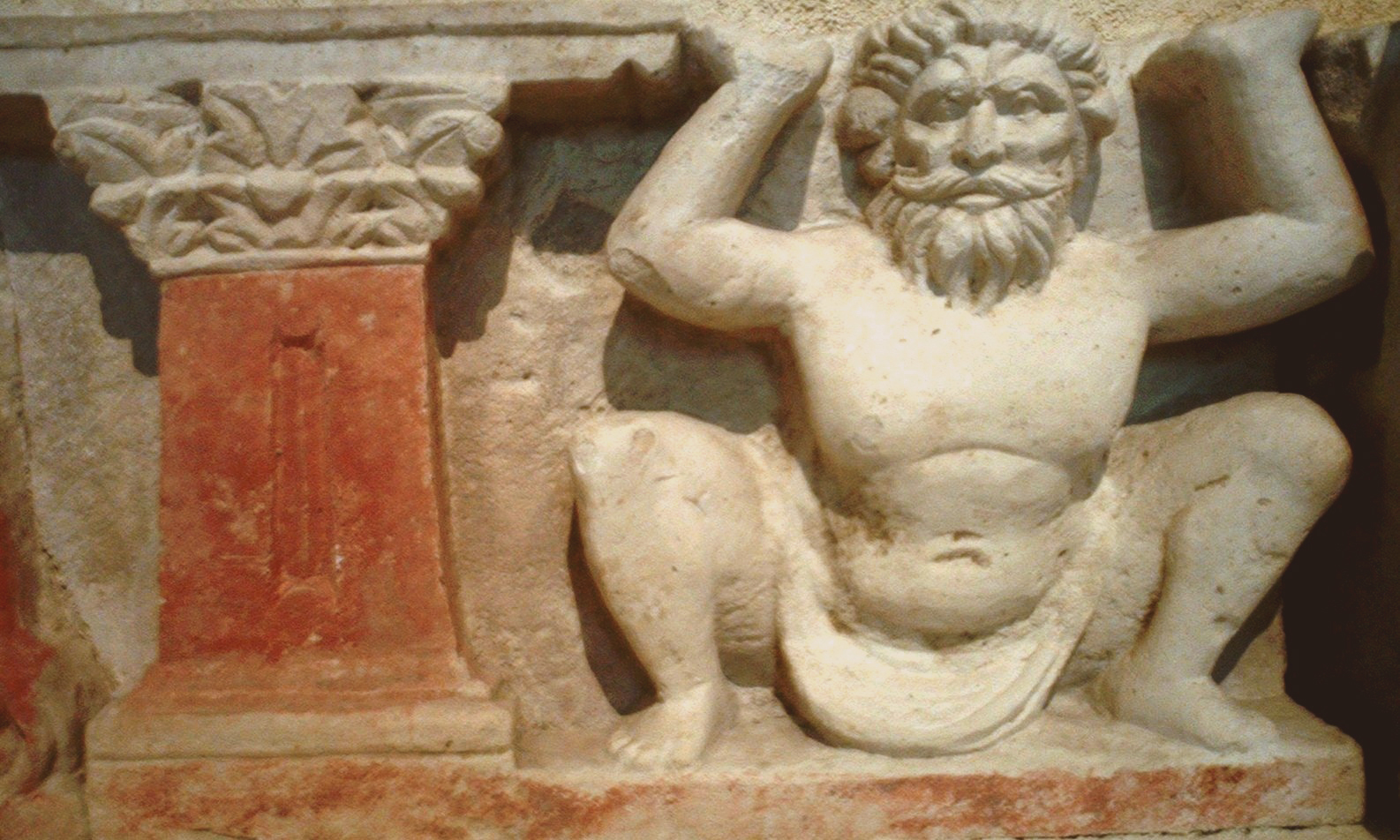
The Greek god Atlas, supporting a Buddhist monument, Hadda.
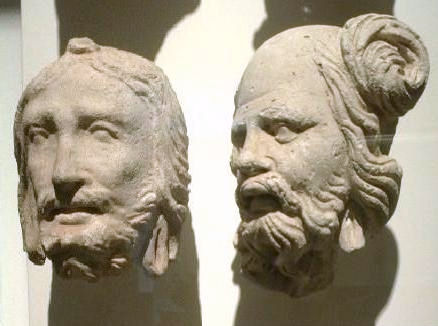
Portraits from the site of Hadda, 3rd century CE.

### シルクロード美術（Serindian art）

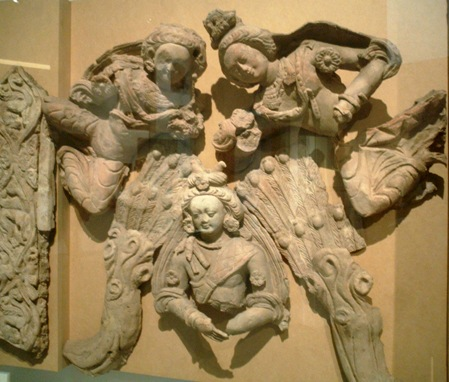
"Heroic gesture of the Bodhisattva", 6th-7th century terracotta, Tumshuq（Xinjiang）.

### 中国美術

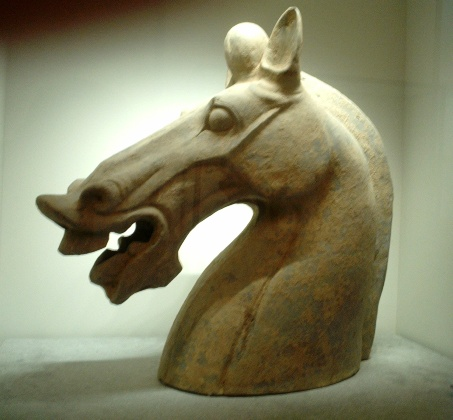
Han Dynasty Horse（1st-2nd century C.E.）

### インド美術

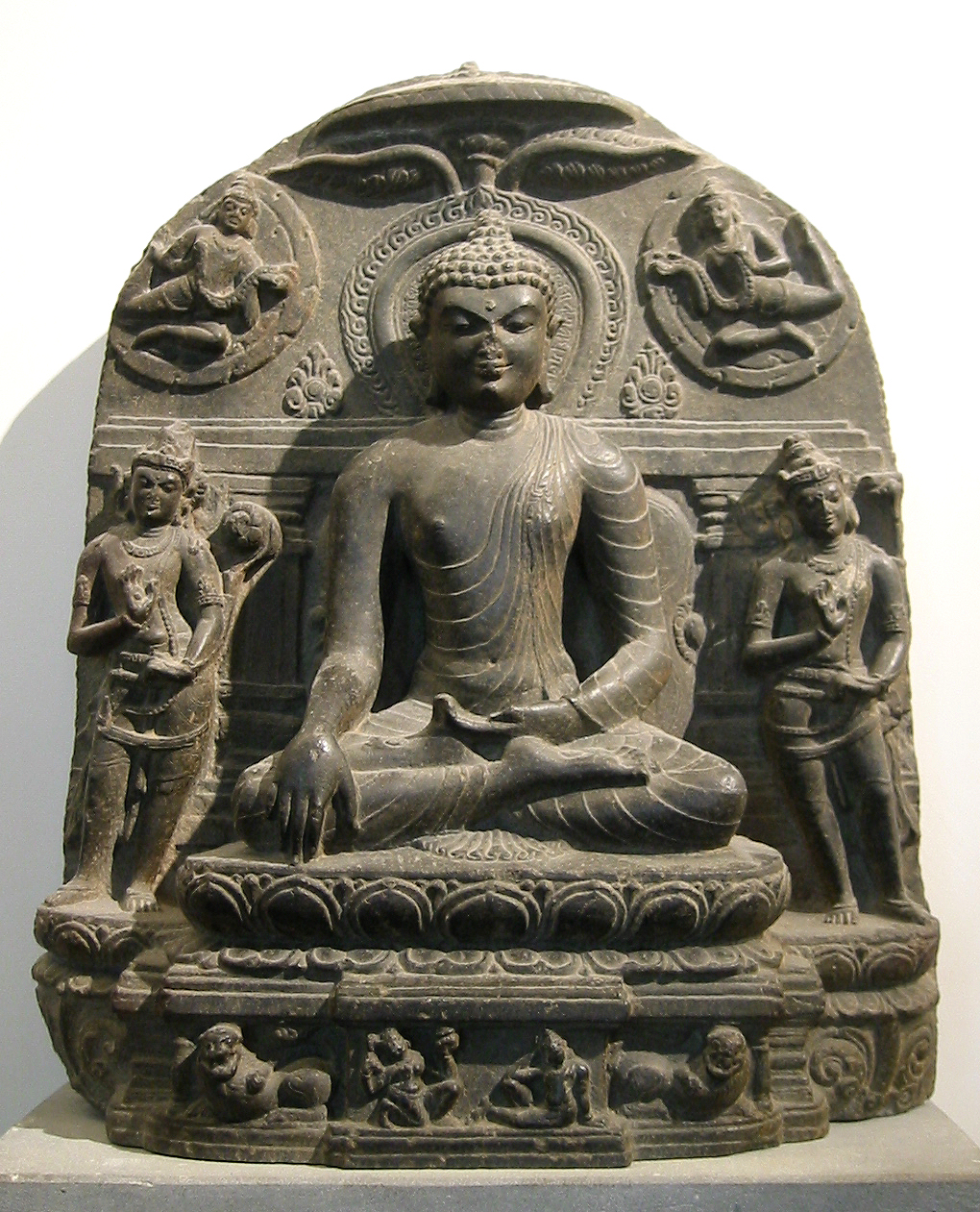
Buddha and Bodhisattvas, 11th century, Pala Empire.

### 東南アジア美術

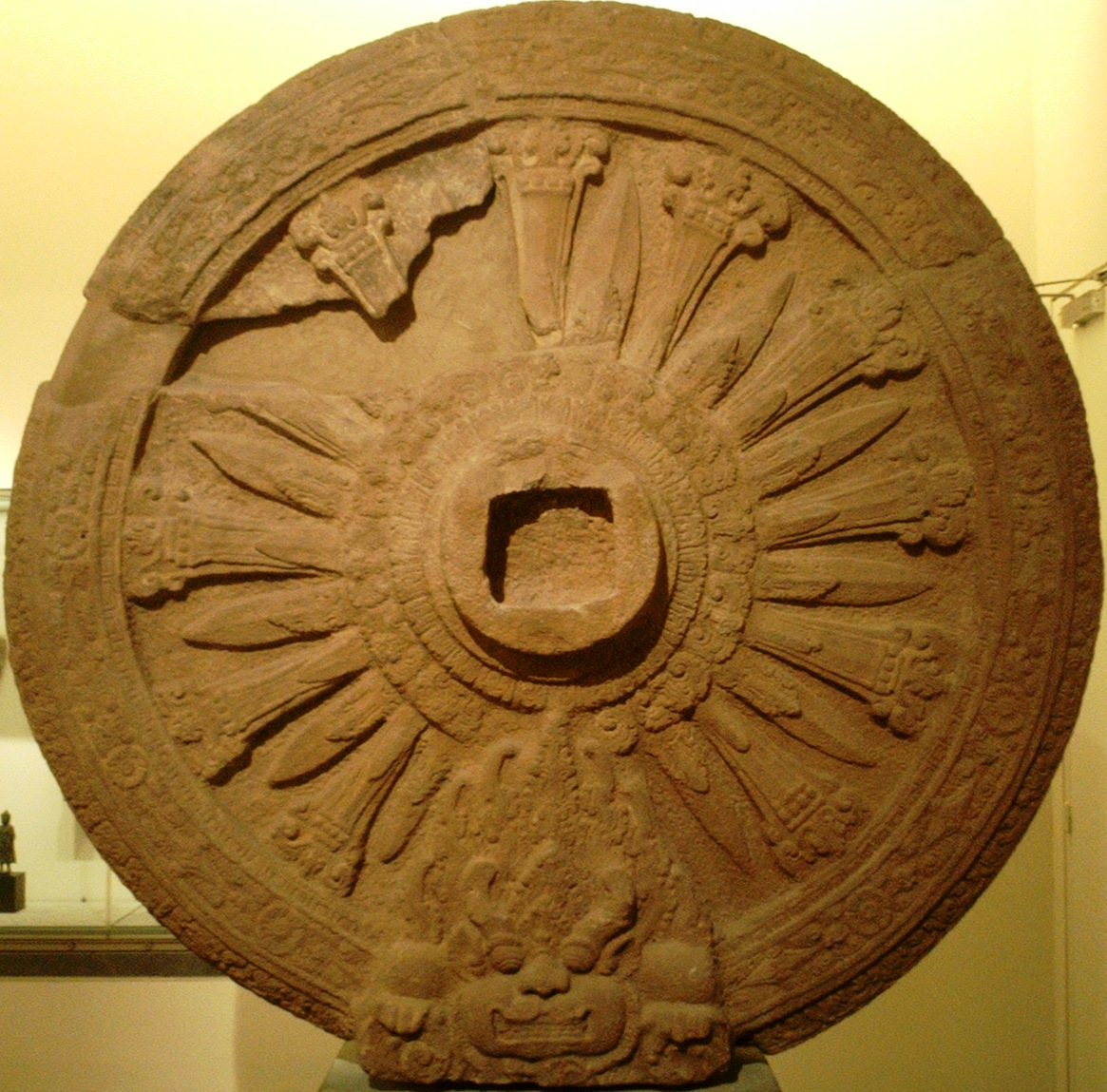
Mons Wheel of the Law（Dharmacakra）, art of Dvaravati, c.8th century.

## 日本語文献
- 『西域美術　ギメ美術館ペリオ・コレクション』、ジャック・ジエス編、講談社（全2巻）、1994‐1995年
- 『秘蔵 日本美術大観6　ギメ美術館』講談社、1994年